# Адолф Офервег
Адолф Офервег (на немски: Adolf Overweg) е немсски астроном, геолог, пътешественик, изследовател на Африка и първият европеец, който обикаля езерото Чад с лодка.

## Биография

### Произход и младежки години (1822 – 1849)
Роден е на 24 юли 1822 година в Хамбург. След завършване на училище в родния си град, учи геология и астрономия в Бон и Берлин. През 1847 година получава докторска степен по геология.

### Експедиционна дейност (1849 – 1852)
В края на 40-те години на ХІХ век търговските кръгове в Англия проявяват голям интерес към търсенето на удобен път в областта Судан от северното африканско крайбрежие. С поддръжката на английското правителство е решено да се изпрати в Судан през Сахара „смесена научно-търговска експедиция“ и за неин ръководител е назначен опитният английски пътешественик Джеймс Ричардсън, вече запознат с пътя от Триполи до Мурзук. В експедицията са включени и двама германски учени Хайнрих Барт и Адолф Офервег. През декември 1849 г. двамата германски участници пристигат в Тунис и по крайбрежието са добират до Триполи, откъдето съвместно с Ричардсън на 23 март 1850 година тръгват на юг.
Още по пътя от Триполи за Мурзук пътешествениците решават да се движат не по известните пътища, а през почти безжизнената камениста пустиня Хамада ел Хамра. След кратък отдих в Мурзук, на 13 юни експедицията се отправя на запад и достига до Гат, близо до източните склонове на платото Ахагар. Оттам завиват на юг и през октомври пътешествениците достигат до Агадес на юг от платото Аир. Продължават съвместно на юг към границите на държавата Борну и тримата решават по различни пътища да достигнат до столицата ѝ Кукава (12°55′ с. ш. 13°35′ и. д. / 12.916667° с. ш. 13.583333° и. д.). Ричардсън решава да продължи директно към Кукава, но на 4 март 1851 година умира от тропическа малария. Офервег избира маршрута от Зиндер (13°48′ с. ш. 8°59′ и. д. / 13.8° с. ш. 8.983333° и. д.) на изток, а Барт се спуска на юг до Кано, след това също завива на изток и на 5 май 1851 година се среща в Кукава с Офервег, който възглавява експедицията след смъртта на Ричардсън.
След кратък отдих двамата отново се разделят и предприемат самостоятелни изследвания. Офервег се заема с изследването на бреговете и островите на езерото Чад, очертанията на което са били само схематично нанесени на картата на Диксън Денам.
През септември и октомври 1851 година двамата съвместно изследват областта Канем на североизток от езерото, а в края на 1851 година и началото на 1852 година вземат участие във военен поход на управителя на Борну в района на долното течение на река Логоне, най-голям ляв приток на Шари. След това двамата пътешественици отново се разделят, като Офервег се заема с изследването на югозападните райони на Борну, след което се връща към бреговете на езерото Чад, където на 27 септември 1852 година умира от тропическа малария на 30-годишна възраст.